# Selenidium mackinnonae
Selenidium mackinnonae is een soort in de taxonomische indeling van de Myzozoa, een stam van microscopische parasitaire dieren. Het organisme komt uit het geslacht Selenidium en behoort tot de familie Selenidiidae. Selenidium mackinnonae werd in 1971 ontdekt door Levine.